# 真木ナオ
真木 ナオ（まき ナオ、5月4日 - ）は、日本の女性ナレーター・声優。東京都出身。旧名は山内 奈緒（やまうち なお）。
以前はビーボに所属していた。

## 出演

### ナレーション
- NHK-BS
  - おしゃれ小物のヒ・ミ・ツ
  - 晴れ、ときどきファーム!
- TX
  - ザ・ドキュメンタリー 「島に吹く風〜芸術祭が残したもの〜」
  - 映画「犬と私の10の約束」（ナビ）
- CX
  - 韓流アワー韓タメ!
- ベネッセch
  - イギリス名門伝統校に学ぶ
- パチ・スロサイトセブンTV
  - 優良店を探せ!
- 河出書房新社
  - 「小顔 手技道 村松努」DVD
- インターネット旅番組
  - 旅名人
- ETV50こどもの日スペシャル 「〜もう一度見たい教育テレビ第2弾〜」

### CM
- 花王「ハミングフレア」
- ミツカン「純玄米黒酢」
- ANA「Edy カード」
- アメリカンホームダイレクト（ラジオ）
- ヤマザキ「ランチパック」（ラジオ）
- 東京ガス（ラジオ）
- 日産「DUALIS」（ラジオ）
- Lecca ミニアルバム 「箱舟〜ballads in me〜」スポットCM

### VP
- ルミネ
- 東京メトロ
- ネスレ
- カルビー
- パナソニック
- 甲南 中学・高等学校
- コスモスイニシア
- 東京ガス
- サークルK

### アニメ
- カッパの飼い方（坂本さん）
- 放課後恋愛クラブ〜コレクション①②（稲葉 歩）
- ロミオ×ジュリエット
- ケロロ軍曹
- BLACK BLOOD BROTHERS

### ゲーム
- ふしぎ遊戯 朱雀異聞（箕宿）
- 召喚少女 〜ElementalGirl Calling〜（サイモン）
- スーパーロボット大戦シリーズ（イルイ・ガンエデン）
  - 第2次スーパーロボット大戦α
  - 第3次スーパーロボット大戦α 終焉の銀河へ
  - 第2次スーパーロボット大戦OG
- 放課後恋愛クラブ -恋のエチュード-（稲葉 歩）

### CDドラマ
- きらきら馨る・もうすぐ入内編〜①②③（一の宮）
- 裏切りは僕の名前を知っている
- マーメイドプリズム

### 吹き替え
- ウェディング（チャ・ウニ）
- 雪の女王
- シカゴホープ
- エンカウンター
- Oops!フェアリーペアレンツ（トリクシー・タン）

### その他
- セサミストリート